# 刘胤之
劉胤之（？—？），徐州彭城縣人。劉禕之孫，劉瑗之子。
與孫萬壽、李百藥等人友好。武德年間，御史大夫杜淹薦他出仕，升為信都縣令，有惠政。官至著作郎，弘文館學士。永徽初年，與國子祭酒令狐德棻、長孫無忌、顧胤等同修《晉書》。書成，封陽城縣男。晚年擔任楚州刺史，卒於任上。

## 延伸阅读
[在维基数据编辑]
 《舊唐書·卷190上》，出自刘昫《舊唐書》